# Croix de cimetière de Poivres
La croix de cimetière de Poivres est une croix située à Poivres, en France.

## Description

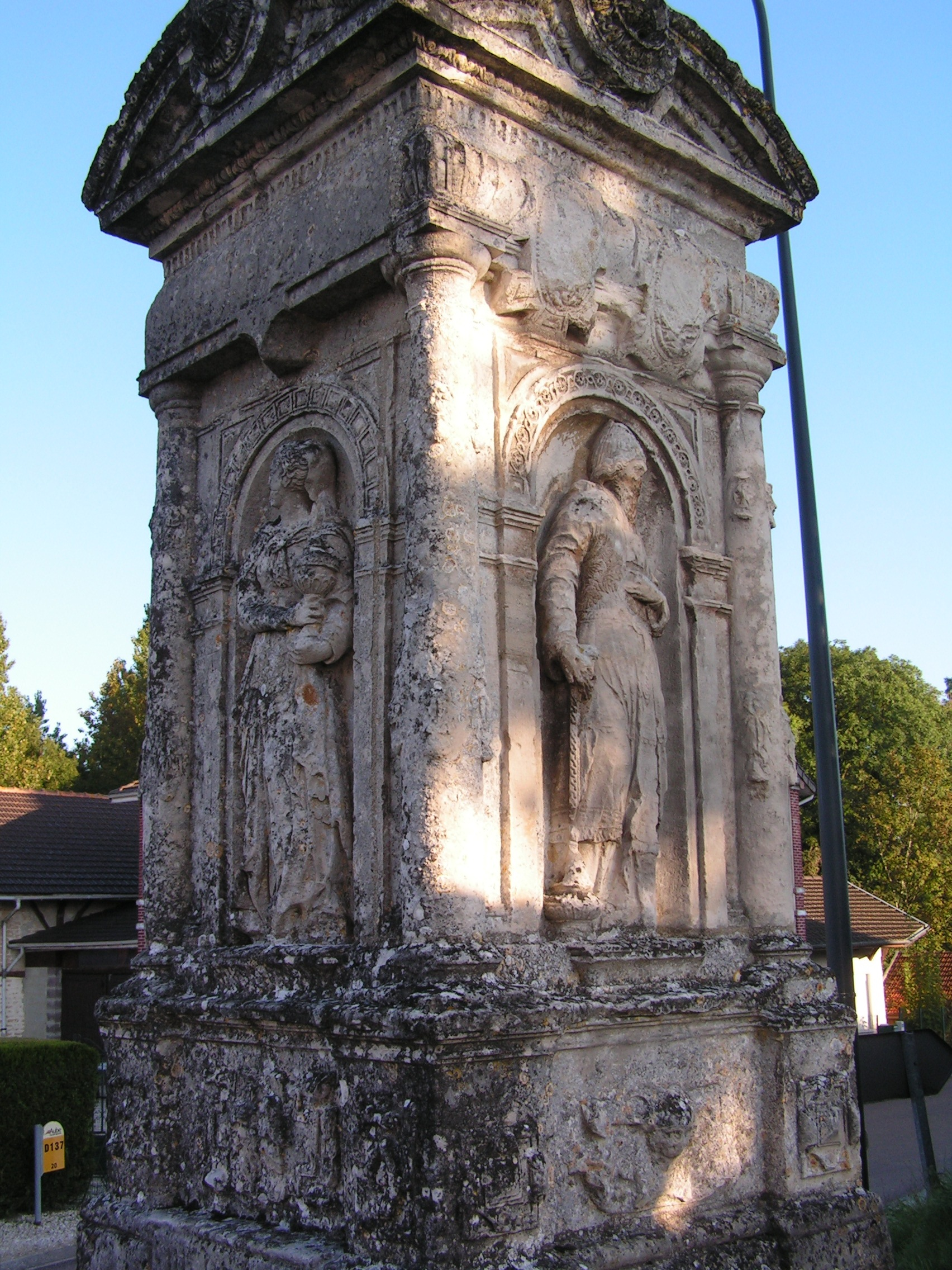
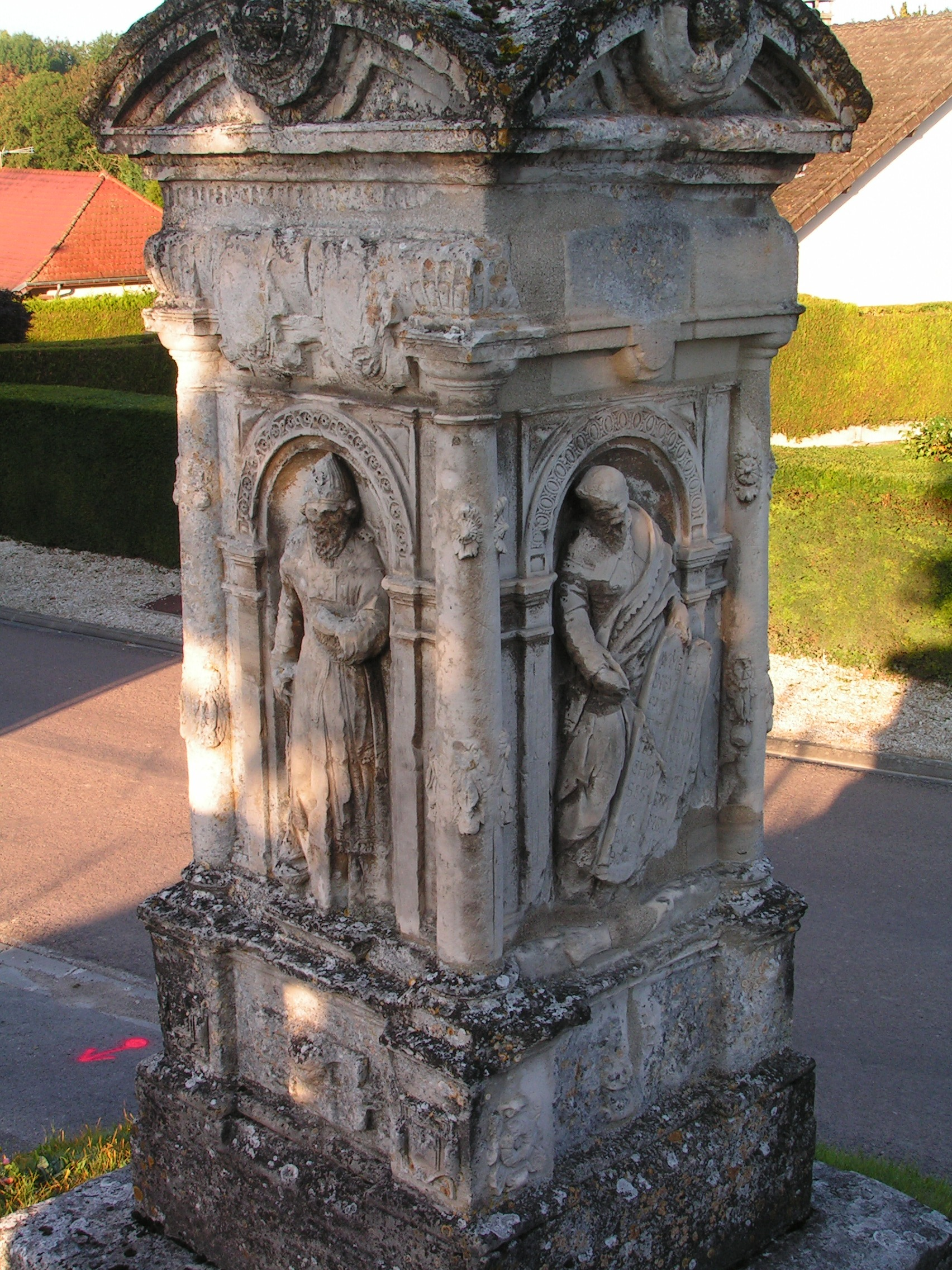
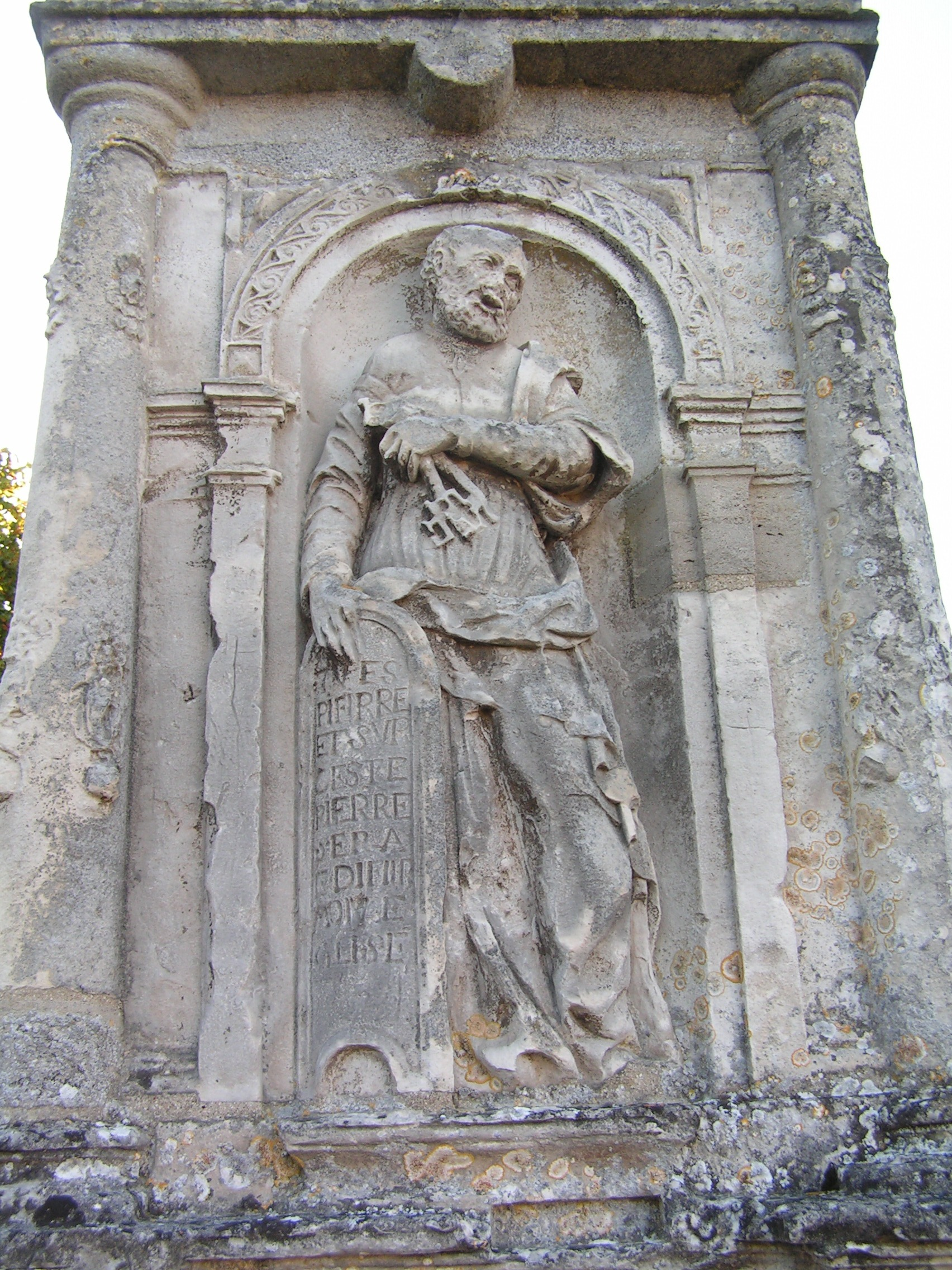

## Localisation
La croix est située sur la commune de Poivres, dans le département français de l'Aube.

## Historique
L'édifice est classé au titre des monuments historiques en 1912.